# Алинци (Могила)
Алинци (мкд. Алинци) су насеље у Северној Македонији, у јужном делу државе. Алинци припадају општини Могила.

## Географија
Насеље Алинци је смештено у јужном делу Северне Македоније. Од најближег већег града, Битоља, насеље је удаљено 25 km североисточно.
Алинци се налазе у источном делу Пелагоније, највеће висоравни Северне Македоније. Насељски атар је на западу равничарски, док се на истоку издиже Селечка планина. Надморска висина насеља је приближно 600 метара.
Клима у насељу је континентална.

## Становништво
Алинци су према последњем попису из 2002. године имали 57 становника.
Претежно становништво по последњем попису су етнички Македонци (100%). 
Већинска вероисповест је православље.